# Брунгільд

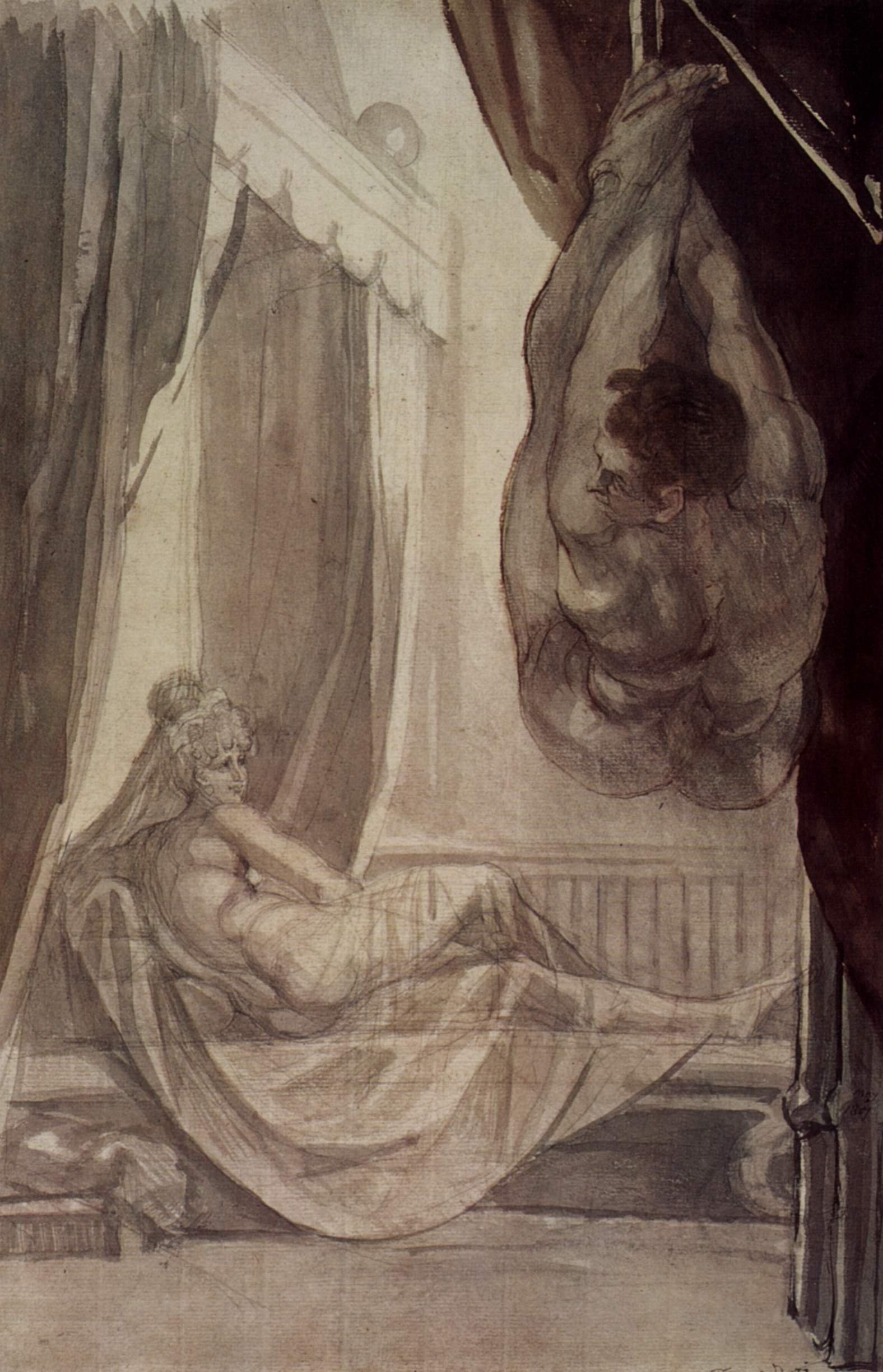
Брунгільд спостерігає Ґунтера, Генрі Фюзелі, 1807

Брунгільда (Брунгільд, Брюнгільд, Брюнгільда; Brynhildr, Brunhild) — дружина Ґунтера, короля Бургундії, героїня германо-скандинавської міфології та епосу. Зустрічається перш за все в кількох піснях «Старшої Едди».
Згідно з найдавнішим (скандинавським) варіантом «Пісні про Нібелунгів» — валькірія Сіґрдріва, покарана богом Одіном за непослух. Одін позбавив її божественної сили та приспав на довгі роки. З цього сну її збудив світловолосий лицар Сіґурд.
На честь Брунгільди названо астероїд 123 Брунгільда, відкритий 1872 року.